# Tabăra de refugiați Niatak
Niatak este o tabără de refugiați afgani din provincia Sistan și Belucistan, din sud-estul Iranului, în apropierea orașului iranian Zahedan și aproape de granița cu Afganistanul. În 2001, tabăra a fost descrisă ca adăpostind 5.000 de refugiați, în timp ce un raport din 1998 citează 7.000.
Un jurnalist observă că conflictele tribale și sectare afgane au continuat în tabără, în special între grupurile etno-religioase paștune⁠(d) și hazara⁠(d). Tabăra a fost, de asemenea, locul filmărilor lui Mohsen Makhmalbaf pentru o mare parte din filmul Kandahar (2001), a cărui acțiune se petrece în Afganistan.